# جین منسفیلد
جین منسفیلد (به انگلیسی: Jayne Mansfield) (زادهٔ ۱۹ آوریل ۱۹۳۳ – درگذشتهٔ ۲۹ ژوئن ۱۹۶۷) زاده شده با نام ورا جین پالمر (به انگلیسی: Vera Jayne Palmer) بازیگر آمریکایی بود.

## زندگی
جین منسفیلد با نام ورا جین پالمر در سال ۱۹۳۳ به‌عنوان تنها فرزند هربرت ویلیام و ورا پالمر زاده شد. او در برین مار، پنسیلوانیا زاده شد، اما سال‌های آغازین کودکی‌اش را در فیلیپسبرگ، نیوجرسی گذراند.
ورا جین پالمر تباری آلمانی و انگلیسی داشت. هنگامی که او سه سال داشت، پدرش که یک وکیل بود در حین رانندگی همراه با همسر و دخترش، دچار حمله قلبی شد و درگذشت. پس از مرگ پدر، مادرش به‌عنوان آموزگار در مدرسه شروع به‌کار کرد. در سال ۱۹۳۹، وقتی مادرش دوباره ازدواج کرد، به همراه خانواده به دالاس در ایالت تگزاس مهاجرت کرد.
در سال ۱۹۵۰ ورا جین پالمر با پل منسفیلد ازدواج کرد، در نتیجه نام او به جین منسفیلد تغییر یافت و به همراه شوهرش به آستین، تگزاس نقل مکان کرد.

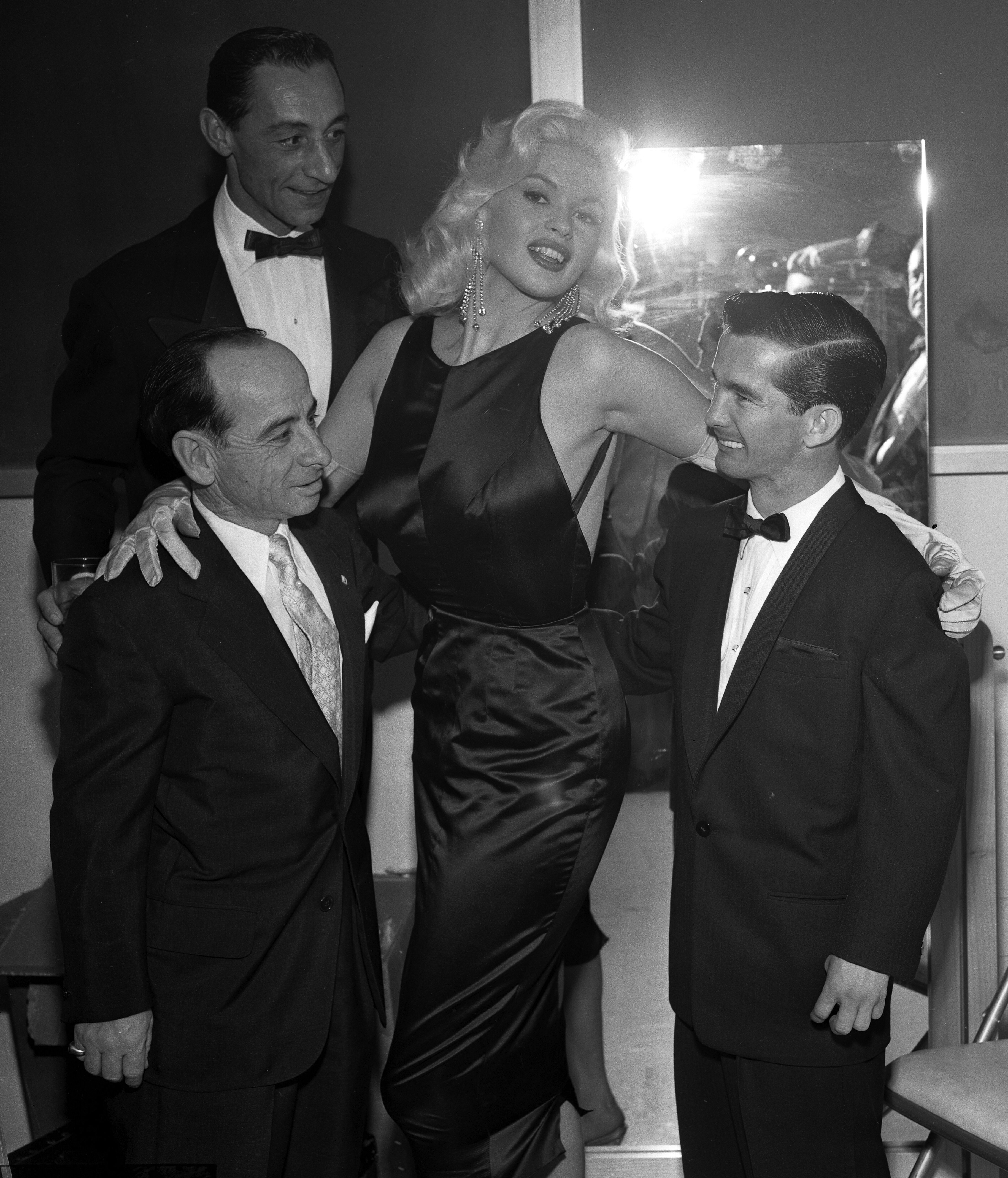
جین منسفیلد در لس آنجلس (۱۹۵۷)

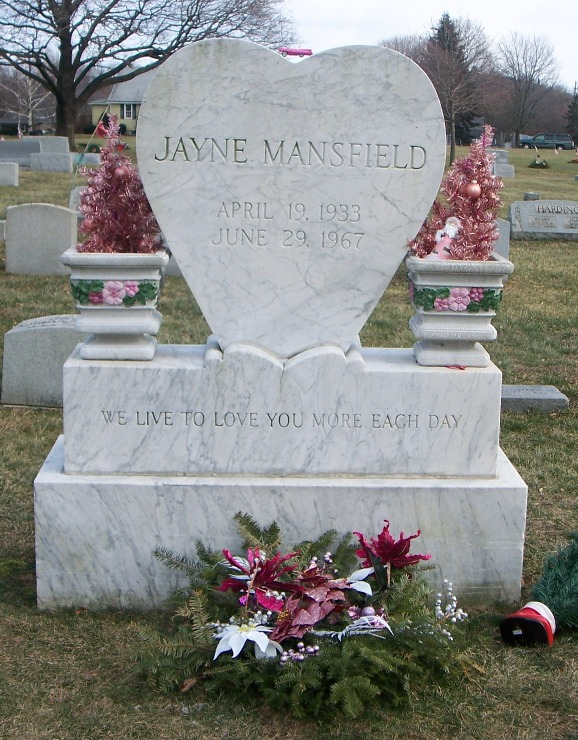
آرامگاه جین منسفیلد

وی علاوه بر هالیوود پیشینه فعالیت در تئاتر برادوی را هم داشت. او به‌عنوان یکی از برجسته‌ترین نمادهای جنسی بلوند دهه پنجاه میلادی، در چندین فیلم عامه‌پسند هالیوود که بر موهای نقره‌ای‌رنگ، اندام ظریف و لباس‌های بدن‌نما تاکید داشتند، بازی کرد.
جین منسفیلد در ۱۹۶۶ و در جشنواره فیلم سان فرانسیسکو با انتان لاوی ملاقات کرد. پس از آن رابطه‌ای بین او و لاوی آغاز شد و سپس تصاویری از آن‌دو منتشر شد که روی فرشی از پوست ببر به انجام آیین شیطانی مشغول بودند. با اینکه جین منسفیلد، هرگونه ارتباط با کلیسای شیطان را انکار کرده و خود را یک مسیحی کاتولیک نامید اما احتمال پیوستن او به شیطان‌گرایی لاویایی هرگز مطلقاً تأیید یا رد نشد.

## سال‌های آخر و مرگ
با وجود عمر کوتاه او، چندین فیلم پرفروش در کارنامه حرفه‌ای‌اش دیده می‌شود. جین برنده جایزه جهانی تئاتر، یک گلدن گلوب و یک تاج طلایی شد. همچنان‌که تب محبوبیت ستاره‌های بلوند در دهه شصت فرو می‌نشست، منسفیلد نیز ناچار به بازی در فیلم‌های ملودرام و کمدی کم‌هزینه شد اما همچنان به‌عنوان یک ستاره محبوب باقی ماند.
منسفیلد سال‌های آخر حرفه‌اش را با جذب گروه بزرگ مشتاقانش در کشورهای خارجی و تورهای موفق و پول‌ساز کلوب‌های شبانه می‌گذارند. او یک بار به‌عنوان چهره ماه مجله پلی‌بوی برگزیده شد و بارها در ضمیمه مجله ظاهر شد. او سرانجام در تاریخ ۲۹ ژوئن ۱۹۶۷ در سن ۳۴ سالگی در یک سانحه رانندگی جان سپرد.

## فیلم‌شناسی
- جنگل زنان (۱۹۵۵)
- نغمه‌های پیت کلی (۱۹۵۵)
- زیر آب! (۱۹۵۵)
- غیرقانونی (۱۹۵۵)
- جهنم در خلیج سان فرانسیسکو (۱۹۵۵)
- دخترک کاری از دستش برنمی‌آید (۱۹۵۶)
- سارق (۱۹۵۷)
- اتوبوس سرگردان (۱۹۵۷)
- آیا موفقیت راک هانتر را تباه خواهد کرد (۱۹۵۷)
- از طرف من آنها را ببوس (۱۹۵۷)
- کلانتر فک‌شکسته (۱۹۵۸)
- چالش (۱۹۶۰)
- برای دست زدن خیلی داغ است (۱۹۶۰)
- عشق‌های هرکول (۱۹۶۰)
- سرگذشت جورج رافت (۱۹۶۱)
- در آتن اتفاق افتاد (۱۹۶۲)
- دیدار با من در سنت پائولی (۱۹۶۳)
- وعده‌ها! وعده‌ها! (۱۹۶۳)
- عشق بدوی (۱۹۶۴)
- دکمه وحشت (۱۹۶۴)
- یکی دیگری را می‌خورد (۱۹۶۴)
- جاسوس کودن (۱۹۶۶)
- دهاتی لاس وگاس (۱۹۶۶)
- راهنمایی برای مرد متاهل (۱۹۶۷)
- اتاق تک‌نفره مبله (۱۹۶۸)